# Agelas clathrodes
Agelas clathrodes är en svampdjursart som först beskrevs av Schmidt 1870.  Agelas clathrodes ingår i släktet Agelas och familjen Agelasidae. Inga underarter finns listade i Catalogue of Life.

## Bildgalleri

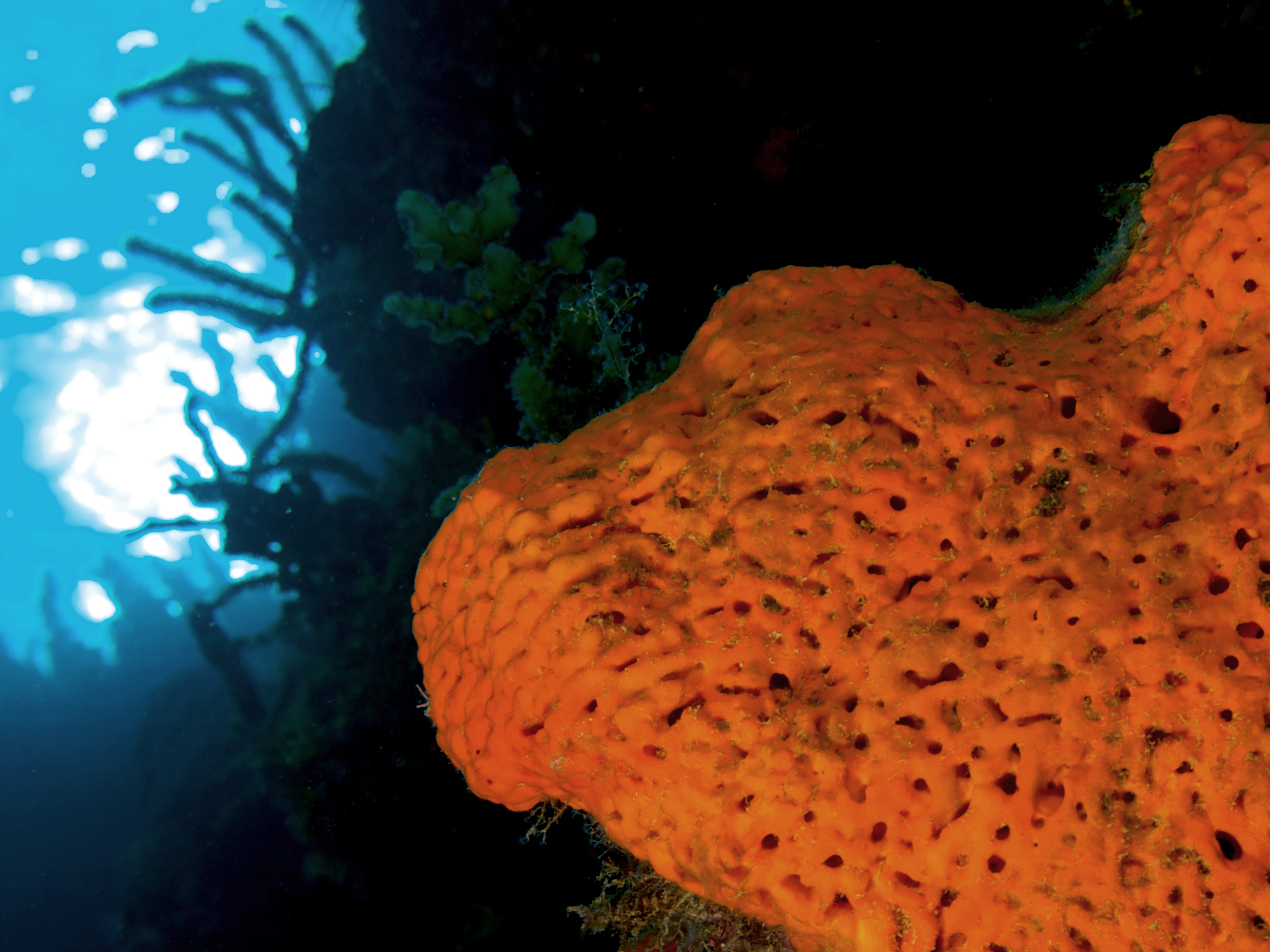
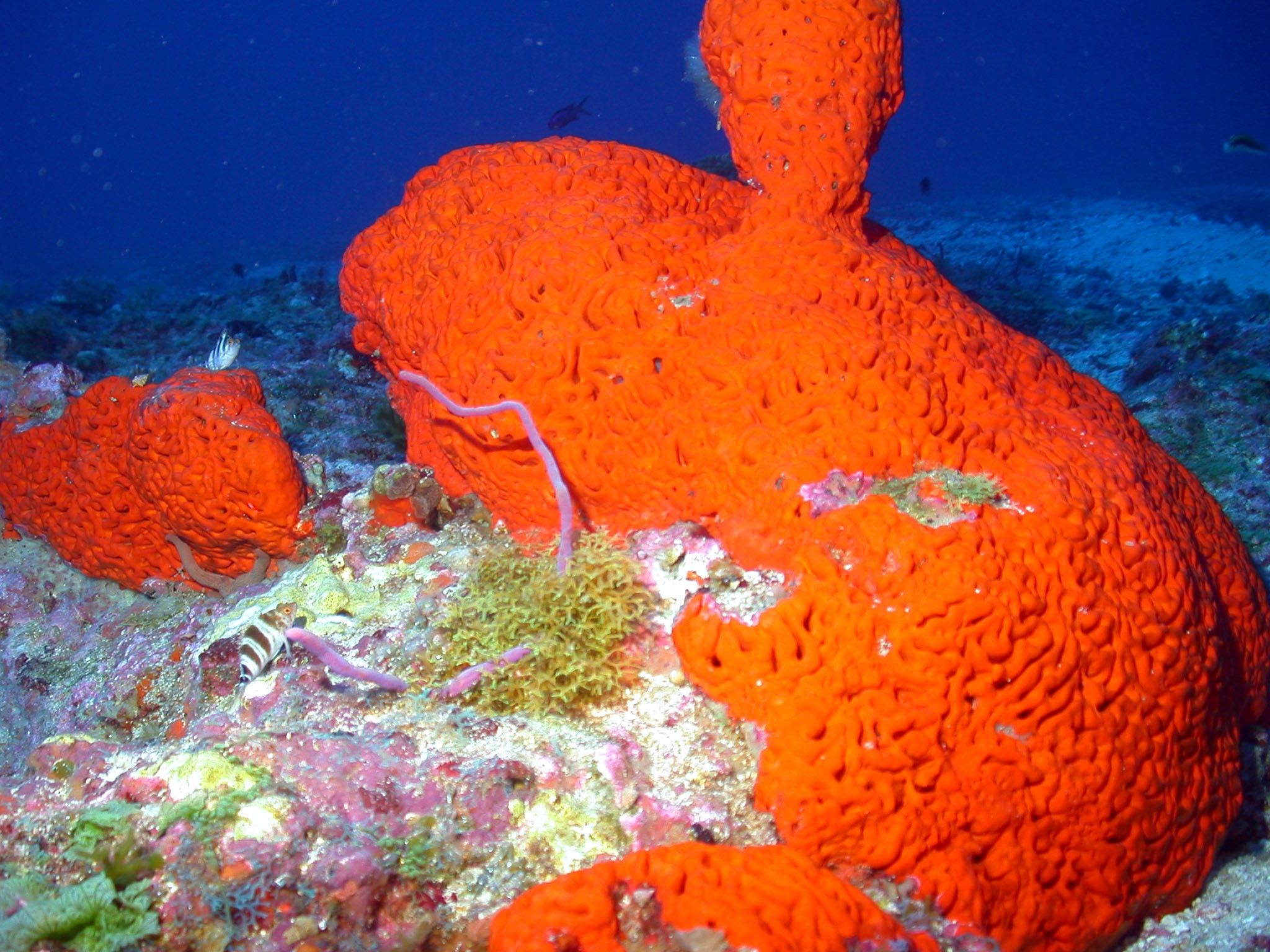
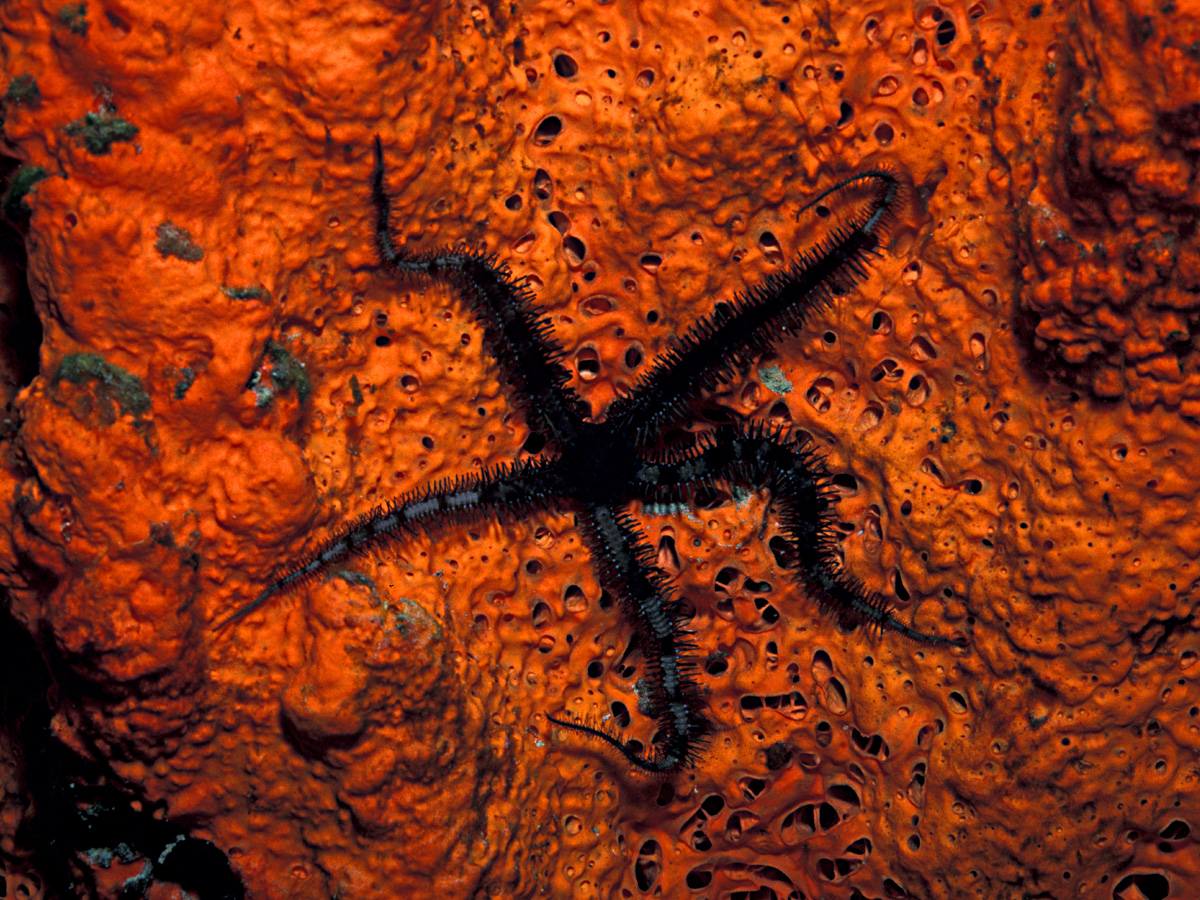
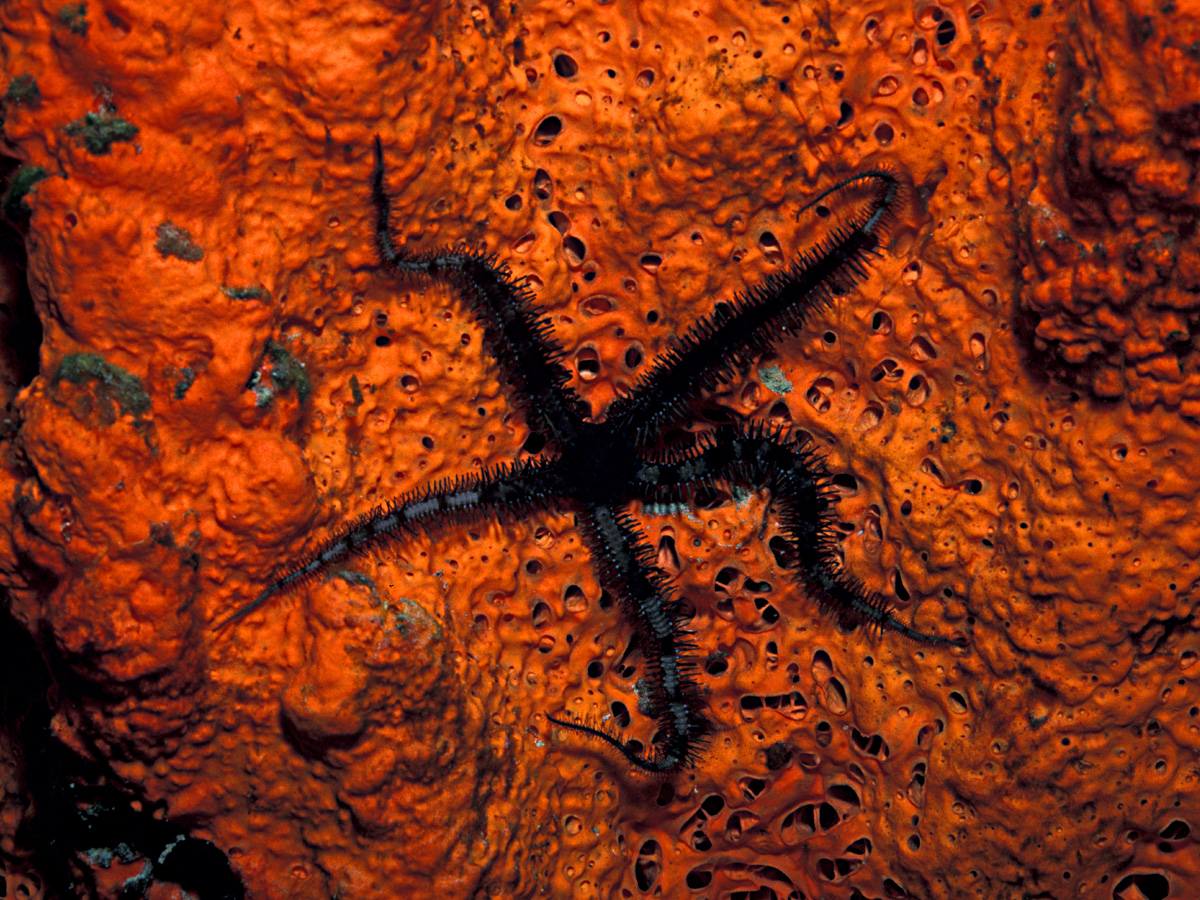